# Taxichauffeur

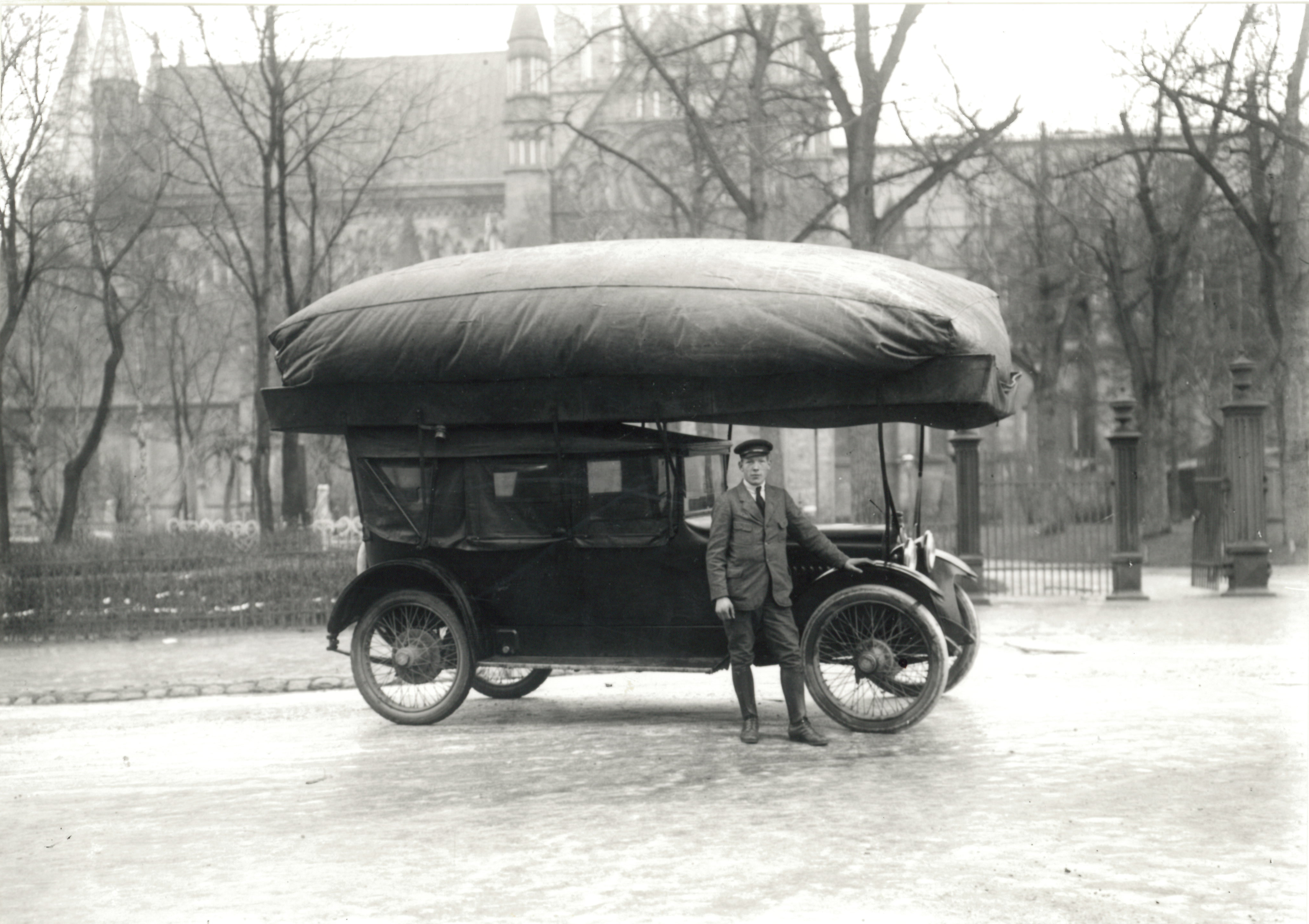
een taxichauffeur in Trondheim (1917)

Een taxichauffeur is de chauffeur van een taxi, die mensen naar een plaats vervoert waar ze heen willen. Een taxichauffeur kan zowel een zelfstandig ondernemer als werknemer bij een taxicentrale zijn.
In Nederland moet een taxichauffeur beschikken over een rijbewijs, CCV-B, VOG en een chauffeurspas. Ook vallen taxichauffeurs onder de CAO Taxivervoer, die de KNV samen met de vakbonden FNV en CNV opstelt.
Vaak staan er taxichauffeurs klaar met hun taxi in de buurt van treinstations, vliegvelden, stadions, uitgaansgelegenheden of andere locaties waar veel mensen komen.